# T.E. McField Sports Centre
El T.E. McField Sports Centre es un estadio deportivo multiuso en George Town, la capital del territorio británico de ultramar de las Islas Caimán en el Mar Caribe. Entre los años 2011 y 2012, el estadio fue sede de un grupo en el Campeonato de Clubes de la CFU. Fue inaugurado en 1970 y renovado en 1982, tiene una capacidad aproximada para recibir a 2500 espectadores.